# Thanh Khê, Thanh Hà
Thanh Khê là một xã thuộc huyện Thanh Hà, tỉnh Hải Dương, Việt Nam.
Xã có diện tích 3,74 km², dân số năm 1999 là 5.646 người, mật độ dân số đạt 1.510 người/km².